# セパン・インターナショナル・サーキット
セパン・インターナショナル・サーキット (Sepang International Circuit, SIC) は、マレーシアの首都クアラルンプールの郊外セランゴール州セパンにあるサーキット。
2023年より国営企業ペトロナスと3年間のネーミングライツ契約を交わし、正式名称は「ペトロナス・セパン・インターナショナル・サーキット」となった。

## 概要
マレーシアの首相であったマハティール・ビン・モハマドによる近代化政策の一環として建設された。設計はヘルマン・ティルケが担当した。ロードレース世界選手権マレーシアGPが行われている。1999年から2017年までF1世界選手権マレーシアGPが開催されていた。F1マレーシアGPは、当初シーズン終盤に行われていたが、2001年以降はシーズン序盤のフライアウェイで開催されることが定着していた。2016年は再び秋開催となったが、2017年シーズン限りでF1レースの開催は終了した。
全日本GT選手権（2005年以降はSUPER GT）も2000年から2013年まで開催されていたが、2014年からは開催日程から外れ、SUPER GTとしてのマレーシア開催は一旦終了した。
2019年12月、FIM世界耐久選手権（セパン8時間耐久）とWTCR（FIA世界ツーリングカー・カップ）最終戦が併催イベントとして行われる。プロモーターによるとFIAとFIMのタイトルイベントを一度に開催するのは史上初である。
またGTAは、2018年SUPER GT最終戦での会見にて2020年からマレーシア・セパン大会を復帰開催することで現地プロモーターと合意・調印した。契約は3年間、SUPER GT初のナイトレースで行われる予定だったが、新型コロナウイルスの影響で、この間の開催は全て中止。2024年も開催日程から外れた。2024年に改めて調印し、2025年のSUPER GTより本コースの使用が再開されている。

## 特徴
ほぼ赤道に直下に位置するサーキットであるため年間を通じて高温多湿であり、選手は体力的に厳しいレースを強いられる。また、熱帯特有の雨、スコールがレースに影響することも多い。2009年のF1ではレインタイヤ（荒天用タイヤ）を履いていてもセーフティカーのペースについて行けずにスピンするマシンが続出するほどのスコールに見舞われ、赤旗中断後にレースキャンセル。レース周回数の75％未満であったため、F1史上5回目、1991年オーストラリアGP以来18年ぶりとなるハーフポイントレースとなった。
SUPER GTは毎年6月開催ということで特に暑さにドライバーが苦しみ、毎年のようにクールスーツが故障し熱中症等の症状に陥るドライバーが現れる。そのため2009年には日産・GT-Rが、暑さ対策としてレーシングカーとしては極めて異例のエアコン搭載でレースに参戦したほどである。
ホームストレートとバックストレートの間に挟まれたグランドスタンドは、「バナナの葉」をイメージした屋根で覆われている。最終コーナー（ヘアピン）のスタンドは、マレーシアの国花である「ハイビスカスの花」をイメージした巨大な傘で覆われている。

## コースレイアウト

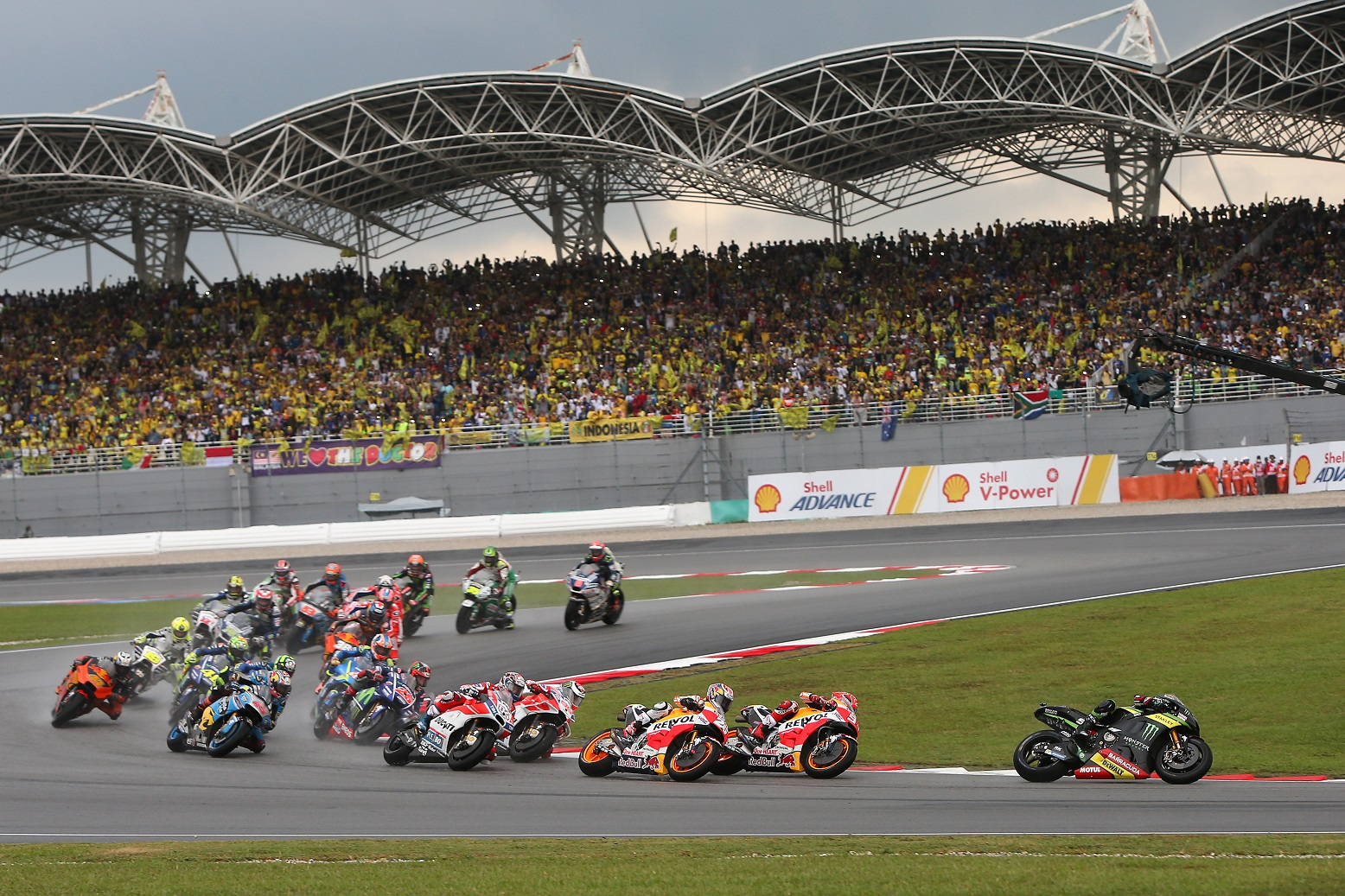
複合1・2コーナー（2017年マレーシアGP）

最終コーナーは左ターン、1コーナーは右ターンのため、ストレートエンドでイン側からアウト側へライン変更が行われる。そのため、イン側の偶数グリッド上にタイヤのラバーが乗りやすい。さらにコントロールラインから1コーナーまでの距離も非常に長いため、偶数グリッドの方がスタンディングスタートでは有利であると言われる。2011年のF1ではこの事も考慮され、イン側が奇数グリッドとなっていた。
1コーナーのパンクーラウトシケインは右に大きく回り込んで左に切り返すコーナー。1コーナーでインに飛び込んでも次の切り返しでアウトに変わるため、激しいバトルが行われる。高速の3コーナーを抜けて右の4コーナーもオーバーテイクポイントである。
高速S字を通過し、鈴鹿サーキットのデグナーのような直線付き複合コーナーを抜けて短い直線へ。ヘアピンの先は中速コーナーが連続し、13・14コーナーはアウト側に荷重を残しながら旋回するため、アンダーステアが生じやすい。
14コーナーの脱出でスピードを乗せると、バックストレートでオーバーテイクのチャンスがある。最終コーナーのヘアピンは2016年の改修工事でイン側が1m高い逆バンク形状となり、ライン取りが難しくなった
。ブレーキングで無理をするとラインが外へ膨らんでしまい、立ち上がりでクロスラインで抜き返されることがある。

## データ
- 最低幅員：16m
- 最長ストレート：927.543m（ホームストレート）
- F1初開催：1999年第15戦マレーシアGP（優勝：エディ・アーバイン、フェラーリ）
- サーキット公認ラップレコード（F1）： 1:34.080（セバスチャン・ベッテル、フェラーリ、2017年）[7]
- サーキット公認ラップレコード（MotoGP）： 2:02.108（ケーシー・ストーナー、ドゥカティ、2009年）[7]

## F1GPの結果
| 年   | 決勝日   | ラウンド | 勝者                       | 所属チーム   | 結果 |
| ---- | -------- | -------- | -------------------------- | ------------ | ---- |
| 1999 | 10月17日 | 15       | エディ・アーバイン         | フェラーリ   | 詳細 |
| 2000 | 10月22日 | 17       | ミハエル・シューマッハ     | フェラーリ   | 詳細 |
| 2001 | 3月18日  | 2        | ミハエル・シューマッハ     | フェラーリ   | 詳細 |
| 2002 | 3月17日  | 2        | ラルフ・シューマッハ       | ウィリアムズ | 詳細 |
| 2003 | 3月23日  | 2        | キミ・ライコネン           | マクラーレン | 詳細 |
| 2004 | 3月21日  | 2        | ミハエル・シューマッハ     | フェラーリ   | 詳細 |
| 2005 | 3月20日  | 2        | フェルナンド・アロンソ     | ルノー       | 詳細 |
| 2006 | 3月19日  | 2        | ジャンカルロ・フィジケラ   | ルノー       | 詳細 |
| 2007 | 4月8日   | 2        | フェルナンド・アロンソ     | マクラーレン | 詳細 |
| 2008 | 3月23日  | 2        | キミ・ライコネン           | フェラーリ   | 詳細 |
| 2009 | 4月5日   | 2        | ジェンソン・バトン         | ブラウン     | 詳細 |
| 2010 | 4月4日   | 3        | セバスチャン・ベッテル     | レッドブル   | 詳細 |
| 2011 | 4月10日  | 2        | セバスチャン・ベッテル     | レッドブル   | 詳細 |
| 2012 | 3月25日  | 2        | フェルナンド・アロンソ     | フェラーリ   | 詳細 |
| 2013 | 3月24日  | 2        | セバスチャン・ベッテル     | レッドブル   | 詳細 |
| 2014 | 3月30日  | 2        | ルイス・ハミルトン         | メルセデス   | 詳細 |
| 2015 | 3月29日  | 2        | セバスチャン・ベッテル     | フェラーリ   | 詳細 |
| 2016 | 10月2日  | 16       | ダニエル・リカルド         | レッドブル   | 詳細 |
| 2017 | 10月1日  | 15       | マックス・フェルスタッペン | レッドブル   | 詳細 |

## その他
- マレーシアの国産車プロトンの歴史、マレーシアにおけるモータースポーツの歴史などを展示・紹介した自動車博物館を併設している。
- メインサーキットの周辺にゴーカートサーキットと、モトクロスサーキットを併設している。
- サーキット敷地内に、レーシングチーム用の事務所付きメンテナンスエリアと資材置き場、駐車場などが完備されている。
- マレーシア国籍のF1チームであるケータハムが、サーキット周辺にファクトリーを建設して移転する構想があったが[8]、同チームの経営破綻により計画は白紙となった。
- ロードレース世界選手権 (MotoGP) のセパン・レーシング・チーム (SRT) を所有し、ヤマハのサテライトチーム「ペトロナス・ヤマハSRT」としてMotoGPクラスに参戦。2020年にはシーズン6勝を挙げ、チームランキング2位を獲得した。しかし、ペトロナスのスポンサー終了により2021年限りで撤退し、後継のRNFレーシングに活動が引き継がれた。

## アクセス

### 飛行機
- クアラルンプール国際空港（KLIA）からタクシーで約15分

### 鉄道
- KLIAエクスプレスのクアラルンプール国際空港（KLIA）駅からタクシーで約15分
- マレー鉄道（KTMコミューター）のニライ駅などからバス、タクシーを利用

### 自動車
- クアラルンプール市内中心部より自動車、タクシーで約45分-60分

F1マレーシアGP開催中は、KLセントラル、ブキッ・ビンタン、KLCCなどからサーキット行きのバス便（SKY BUS）も運行されていた。